# Jiuheyuan (sockenhuvudort i Kina, Hubei Sheng, lat 29,61, long 112,38)
Jiuheyuan (kinesiska: 久合垸, 久合垸乡) är en sockenhuvudort i Kina. Den ligger i provinsen Hubei, i den centrala delen av landet, omkring 210 kilometer sydväst om provinshuvudstaden Wuhan. Antalet invånare är 24 708. Befolkningen består av 12 145 kvinnor och 12 563 män. Barn under 15 år utgör 11,0 %, vuxna 15-64 år 78 %, och äldre över 65 år 10,0 %.
Runt Jiuheyuan är det tätbefolkat, med 459 invånare per kvadratkilometer. Närmaste större samhälle är Huarong Chengguanzhen, 19,0 km sydost om Jiuheyuan. Trakten runt Jiuheyuan består till största delen av jordbruksmark.
Genomsnittlig årsnederbörd är 1 563 millimeter. Den regnigaste månaden är maj, med i genomsnitt 235 mm nederbörd, och den torraste är december, med 28 mm nederbörd.